# کیسه‌موش کم‌دندان
کیسه‌موش کم‌دندان (نام علمی: Planigale gilesi) نام یک گونه از سرده کیسه‌موش‌ها است.